# Zara Taylor
Zara Taylor (* 5. November 1983 in Vancouver, British Columbia) ist eine kanadische Singer-Songwriterin und Schauspielerin.

## Leben
Zara Taylor ist in der Tranceszene unter dem Namen Zara bekannt und hat mit Künstlern wie Roger Shah zusammengearbeitet. Die Single Lost, von Roger Shah (unter dem Pseudonym Sunlounger) und Zara Taylor wurde am 18. Dezember 2008 in Armin van Buurens Radio Show A State of Trance zum Tune of the Year gewählt. Zuvor hatte sie als Sängerin für einige Songs mit dem House-DJ und -Produzenten Sultan zusammengearbeitet. Derzeit arbeitet sie an ihrem Debütalbum.
Neben ihrer Musikkarriere ist Taylor gelegentlich als Schauspielerin in kleineren Rollen in Kinofilmen sowie Fernsehfilmen und -serien zu sehen.

## Diskografie (Auswahl)
- 2006: Tommyboy & Sultan feat. Zara – B With U
- 2006: Sultan feat. Zara – No Why
- 2007: Soul Tan feat. Zara – Feng Shui Café
- 2008: DJ Tarkan & Soul Tan feat. Zara – Deep Dive In Istanbul
- 2008: Tommyboy & Sultan feat. Zara – Come Together
- 2008: Sultan & Ned Shepard feat. Zara – Let’s Get Physical
- 2008: Sunlounger feat. Zara – Crawling
- 2008: Sunlounger feat. Zara – Lost
- 2008: Sunlounger feat. Zara – Talk To Me
- 2010: Sunlounger feat. Zara Taylor – Found
- 2012: Sunlounger & Zara Taylor – Try to Be Love
- 2012: No Angel / Broken

## Filmografie (Auswahl)
- 2005: Dante’s Cove (Fernsehserie)
- 2005: John Carpenter’s Cigarette Burns (Episode 8 der Reihe Masters of Horror)
- 2006: Hollow Man 2 (Hollow Man II)
- 2006: Past Tense (Fernsehfilm)
- 2007: Der Glücksbringer (Good Luck Chuck)
- 2007: No Brother of Mine (Fernsehfilm)